# Paradrina puengeleri
Paradrina puengeleri là một loài bướm đêm trong họ Noctuidae.